# 潤泰企業集團
25°02′49.6″N 121°32′32.8″E / 25.047111°N 121.542444°E
潤泰企業集團（英語：Ruentex Group），簡稱潤泰集團，是臺灣的企業集團之一，於1943年在上海成立，1945年開始從中國大陸遷移至臺灣。由紡織業開始經營，拓展到建築開發、金融保險、流通事業、醫療服務及教育等多角化發展。以外資形式在中國進行諸多投資，其中較具著名的有：大潤發（大福源）量販流通、上海喜士多便利超商(C-Store)，並贊助有北京大學光華管理學院及上海交通大學安泰管理學院等。集團母公司潤泰全球是以時尚事業為主體之集團控股公司，擁有國際知名品牌诺帝卡在臺之經營管理，2003年獲得SGS優良服務認證執照。
2004年4月透過外資形式，正式跨入中國大陸時尚品牌零售市場，成立潤耀服裝開發有限公司。潤耀公司係以發展成為時尚多品牌之零售商為目標，自國際品牌的代理到自創品牌的研發等均為引領消費者進入世界時尚的潮流，提升社會大眾穿著品味為使命。
旗下包括潤泰創新國際（原潤泰建設）、潤泰精密材料（原潤泰水泥）、潤泰全球（原潤泰紡織）、潤弘精密工程、日友環保科技5家上市公司。

## 沿革
- 1976年1月14日：「潤泰紡織染整工業股份有限公司」更名為「潤泰全球股份有限公司」。
- 1977年9月12日：成立「潤泰建設股份有限公司」。
- 1992年：潤泰建設公開上市。
- 1996年8月：成立「大潤發流通事業股份有限公司」，籌備「大潤發」量販店。
- 2002年：潤泰建設股份有限公司更名為「潤泰創新國際股份有限公司」。
- 2011年8月19日：潤泰企業集團和寶成集團組成公司「潤成投資控股」投資入主南山人壽。
- 2012年12月18日：潤泰創新國際以BOT模式投資的潤泰松山車站大樓車站美食街完工。[2]
- 2014年12月19日：潤泰創新國際以BOT模式投資的潤泰南港車站大樓部分完工。
- 2015年4月28日：潤泰創新國際投資臺北捷運三重站興建CITYLINK賣場，地下規劃轉運站。[3]

## 旗下單位

### 建設營造事業
- 潤泰精密材料股份有限公司 （臺證所：8463（2015年7月13日上市）[4]）臺北市中山區八德路2段308號10樓 代表人 李志宏
- 潤泰創新國際股份有限公司 （臺證所：9945（1992年4月30日上市）[5]） 臺北市中山區八德路2段308號11樓之1  代表人 簡滄圳
- 潤德室內裝修設計工程股份有限公司 （興櫃股票代碼6881：2022年7月25日每股60元登興櫃交易）臺北市中山區八德路2段308號11樓之1 代表人 簡滄圳
- 潤弘精密工程事業股份有限公司 （臺證所：2597（2010年3月26日上市）[6]） 臺北市中山區八德路二段308號10樓 代表人李志宏
- 潤泰聯合建築師事務所

### 百貨賣場流通事業
- 潤泰百益股份有限公司 臺北市信義區永吉里松山路11號1樓 代表人 簡滄圳
- 潤泰旭展股份有限公司 臺北市南港區中南里19鄰忠孝東路7段369號  代表人 簡滄圳
- CITYLINK (購物中心)
- 高鑫零售

### 醫療生技與安養事業
- 書田泌尿科眼科醫院
- 南山人壽保險股份有限公司
- 潤福生活事業股份有限公司 新北市淡水區學府路139號 代表人 楊子敬
- 台灣浩鼎生技股份有限公司（櫃買中心：4174（2015年3月23日上櫃）[7]）
- 中裕新藥股份有限公司（櫃買中心：4147（2015年11月23日上櫃）[8]）

### 管理維護事業
- 潤泰公寓大廈管理維護股份有限公司 臺北市中山區八德路2段308號11樓之1 代表人 楊子敬
- 潤泰保全股份有限公司 臺北市中山區八德路2段308號11樓 代表人 楊子敬

### 其他
- 英屬蓋曼群島商立凱電能科技公司（櫃買中心：5227（2013年12月9日上櫃）[9]）
- 日友環保科技股份有限公司（臺證所：8341（2015年3月23日上市）[10]）
- 潤泰全球股份有限公司 （臺證所：2915（1977年7月20日上市）[11]）
- 潤泰資源整合股份有限公司
- 潤泰租賃股份有限公司
- 潤泰創新開發股份有限公司
- 潤泰興股份有限公司
- 睿能創意股份有限公司

### 旗下土地
- 潤泰創新國際
  - 潤泰松山車站大樓（地上權）
  - 潤泰南港車站大樓（地上權）
- 南山人壽
  - 威力購物廣場（所有權）
  - 南山陽光廣場（地上權）
  - 南山勝利廣場（地上權）
  - 臺北南山廣場（地上權）
  - 南山樹喜廣場（地上權）
  - 南山文心廣場
  - 南山台南廣場

## 外部連結
- 潤泰企業集團入口網站 （页面存档备份，存于）
- 潤泰創新 （页面存档备份，存于）
- 潤弘精密工程 （页面存档备份，存于）
- 潤泰精密材料 Ruentex Materials （页面存档备份，存于）
- 潤泰聯合建築師事務所 （页面存档备份，存于）
- 潤德室內裝修設計工程股份有限公司 （页面存档备份，存于）
- 潤福生活事業股份有限公司 （页面存档备份，存于）
- 潤泰公寓大廈管理維護股份有限公司/潤泰保全股份有限公司 （页面存档备份，存于）